# Júlio César (Fußballspieler, 1986)
Júlio César, mit vollem Namen Júlio César Jacobi (* 2. September 1986 in Guaramirim), ist ein brasilianischer Fußballtorhüter. 2025 steht er beim brasilianischen Klub Itabirito FC unter Vertrag.

## Karriere
Júlio César begann im August 2005 seine Profikarriere bei Botafogo FR, wo er ein Vertrag für fünf Jahre unterschrieb. Sein erstes Pflichtspiel für Botafogo FR absolvierte er am 26. November 2006, beim 0:0-Unentschieden gegen den SC Corinthians Paulista.
Nach drei Jahren Profifußball in Brasilien verließ er den Club in Richtung Portugal zu Belenenses Lissabon. Sein Debüt in der Primeira Liga gab Júlio César Jacobi am 29. Februar 2008 gegen Marítimo Funchal, als er in der 29. Minute eingewechselt wurde. Danach verpasste er keine einzige Minute während seiner Zeit bei Belenenses und spielte in jedem Pflichtspiel.
Nach 42 Spielen für Belenenses wechselte er Anfang August 2009 zum Lokalrivalen Benfica Lissabon. Jorge Jesus, der Trainer von Benfica Lissabon, kannte Júlio César aus seiner Zeit von Belenenses und ließ den Torhüter verpflichten, nachdem Marcelo Morettos Vertrag aufgelöst worden war. Júlio César unterschrieb einen Vertrag über fünf Jahre.
Zu Beginn der Saison 2011/12 wechselte er für ein Jahr auf Leihbasis zum spanischen Erstligisten FC Granada. Nach Auslaufen des Leihvertrages kehrte er zu Benfica Lissabon zurück, ohne jedoch zum Kader zu gehören. 2013 löste er seinen Vertrag mit Benfica auf.
Im März 2014 wurde Júlio César vom FC Getafe geholt, nachdem sich dessen Stammtorwart Miguel Ángel Moyà verletzt hatte. Júlio César kam bis Saisonende zu fünf Ligaeinsätzen. Im September 2014 unterzeichnete er einen Vertrag mit Fluminense FC und kehrte somit in seine brasilianische Heimat zurück. Nach fünf Jahren bei FLU wechselte Júlio César im Januar 2019 den Klub. Er unterzeichnete bei Grêmio FBPA einen Kontrakt über zwei Jahre.
Im Jahr 2024 wechselte er von CRB zu Villa Nova. Am 1. Januar 2025 unterschrieb er einen Vertrag beim brasilianischen Klub Itabirito FC.

## Erfolge
Botafogo FR
- Staatsmeisterschaft von Rio de Janeiro: 2005

Benfica Lissabon
- Portugiesische Meisterschaft: 2010
- Taça da Liga: 2010, 2011

Fluminense
- Primeira Liga: 2016
- Taça Guanabara: 2017
- Taça Rio: 2018

Grêmio
- Recopa Gaúcha: 2019
- Staatsmeisterschaft von Rio Grande do Sul: 2019, 2020
- Taça Francisco Novelletto: 2020

Athletic Club
- Recopa Mineira: 2023

### Einzelpreise
- Auswahl der Carioca-Meisterschaft: 2018